# Липница-Велька (гмина)
Гмина Липница-Велька (пол. Gmina Lipnica Wielka)  —  сельская гмина (волость) в Польше, входит как административная единица в Новотаргский повет,  Малопольское воеводство. Население — 5557 человек (на 2004 год).

## Демография
Данные по переписи 2004 года:
| Перепись                         | Всего   | Всего | Женщины | Женщины | Мужчины | Мужчины |
| -------------------------------- | ------- | ----- | ------- | ------- | ------- | ------- |
| Единицы                          | человек | %     | человек | %       | человек | %       |
| Население                        | 5557    | 100   | 2829    | 50,9    | 2728    | 49,1    |
| Плотность населения (чел./кв.км) | 82,4    | 82,4  | 41,9    | 41,9    | 40,4    | 40,4    |

## Соседние гмины
1. Гмина Яблонка
2. Гмина Завоя